# Destil-Jo Piels Cycling Team
Destil - Jo Piels Cycling Team is een Nederlandse wielerploeg, opgericht in 2003 onder de naam Apac Cycling Team en gestopt in 2018 als Destil - Parkhotel Valkenburg.

## Geschiedenis

### Beginperiode
Het in 2003 opgerichte Apac Cycling Team kwam voort uit de Amersfoortse wielervereniging Eemland, die werd gesponsord door het bedrijf Apac dat gespecialiseerd is in koelinstallaties. De club kwam in 2001 en 2002 uit als Apac Eemland Cycling Team. In diezelfde tijd reed ook een Brabantse ploeg rond onder de naam Bert Story-Piels.
In 2003 startte Rijk Vink, eerder jarenlang ploegleider van Eemland, een nieuw tradeteam-III profploeg met Apac als sponsor. Vink hoopte hierdoor vaker deel te mogen nemen aan wedstrijden in België. De ploeg was niet verbonden aan Eemland, maar nam wel enkele renners mee.
In de zomer van 2005 trok wielersponsor Jo Piels, een bedrijf in technische installaties uit Rosmalen, zich na vijftien jaar, waarvan tien jaar met medesponsor Bert Story, terug uit de wielersport. Op het eind van het jaar kwam hij hierop terug en werd bekend dat het continentalteam van Rijk Vink, Trientalis Apac Cyclingteam, voortaan Cyclingteam Jo Piels zou heten. Ook Cyclingteam Jo Piels kwam uit in de continentale circuits van de UCI.
In 2006 zijn Fred de Kinkelder en Sjaak van Hooft de ploegleiders, echter in 2007 is Fred de Kinkelder vervangen door de van Löwik overgekomen Han Vaanhold.

### Successen
In 2013 reed Cyclingteam Jo Piels mee in de ploegentijdrit voor merkenteams tijdens de Wereldkampioenschappen wielrennen.

### Opleiding talenten
Cyclingteam Jo Piels staat al jaren bekend om het feit dat zij veel talenten opleiden. Zo vertrok Bert-Jan Lindeman in 2011 bij de ploeg om uit te komen voor Vacansoleil-DCM, Maurits Lammertink wist in 2012 de overstap te maken naar Vacansoleil-DCM en ook Jasper Hamelink kreeg een stagecontract aangeboden van de WorldTour-formatie, maar wist dat niet om te zetten in een profcontract. Koen Bouwman ging in 2015 via SEG Racing Academy naar LottoNL-Jumbo.

### Fusie en eindperiode
Na het overlijden van manager Rijk Vink, ontstond het idee om samen te gaan met Parkhotel Valkenburg. Destil, subsponsor van beide ploegen, zou hoofdsponsor worden. De beste renners van beide ploegen zouden meegaan naar het team Destil-Piels. Paul Tabak, teammanager van Parkhotel splitste zich echter af van het project, richtte de ploeg Monkey Town op en nam de meeste renners van Parkhotel Valkenburg mee.
Het fusieproject onder manager Steven Rooks begon met mannenploeg Destil-Jo Piels, vrouwenteam Parkhotel Valkenburg-Destil en een ploeg met veldrijders Destil ZZPR. De organisatie liep in het begin niet soepel. Door een tekort aan geld moest er gesneden worden in het internationale programma van de ploeg. Hierop stapte een deel van de begeleidende staf op: Drie ploegleiders, Ketelaars, Van Hooft en Vaanhold, een masseur, de PR-afdeling en webmaster. Hierna kondigde Jo Piels in de zomer aan, niet meer verder te gaan met sponsoring van het team.
In 2018 ging het mannenteam verder als Destil-Parkhotel Valkenburg. Voor 2019 werd de continentale status geschrapt en gingen de wegploeg en veldploeg samen verder als beloftenteam ZZPR.nl-HanClean-Orange Babies onder leiding van Frank Groenendaal. De vrouwenploeg ging zelfstandig verder als Parkhotel Valkenburg onder de stichting Wielertalent in ontwikkeling.

## 2017

### Renners
| Naam                 | Geboortedatum | Nationaliteit | Ploeg 2017                                   |
| -------------------- | ------------- | ------------- | -------------------------------------------- |
| Dion Beukeboom       | 02-02-1989    | Nederland     | Parkhotel Valkenburg                         |
| Gert-Jan Bosman      | 16-08-1992    | Nederland     |                                              |
| Chiel Breukelman     | 16-01-1997    | Nederland     |                                              |
| Twan Brusselman      | 15-08-1993    | Nederland     |                                              |
| Jochem Hoekstra      | 21-10-1992    | Nederland     | Parkhotel Valkenburg                         |
| Tim Kerkhof          | 13-11-1993    | Nederland     | Roompot-Oranje Peloton                       |
| Lars Olde Meierink   | 28-02-1998    | Nederland     | Neo                                          |
| Rens te Stroet       | 23-10-1989    | Nederland     |                                              |
| Rob Van Broekhoven   | 16-10-1995    | Nederland     | Neo                                          |
| Twan van den Brand   | 22-01-1989    | Nederland     |                                              |
| Maik Van Der Heijden | 03-04-1997    | Nederland     | Rabobank Development team                    |
| Bas Van Der Kooij    | 16-11-1995    | Nederland     | Neo                                          |
| Jordi Van Loon       | 21-04-1996    | Nederland     | Metec-TKH Continental Cyclingteam p/b Mantel |
| Joey van Rhee        | 14-11-1992    | Nederland     |                                              |
| Jeff Vermeulen       | 07-10-1988    | Nederland     |                                              |